# Sphecodes scabricollis
De Sphecodes scabricollis (tên tiếng Anh: wafelbloedbij) là một loài Hymenoptera trong họ Halictidae. Loài này được Wesmael mô tả khoa học năm 1835.